# Гран-при Люнеля
Гран-при Люнеля (фр. Grand Prix de Lunel) — шоссейная однодневная велогонка в формате индивидуального раздельного старта.
Единственная гонка прошла в 1990 году во французском Люнеле в качестве финальной гонкой Мирового шоссейный кубка UCI 1990 года. С 1991 года её заменила аналогичная по формату гонка Гран-при Наций.

## Призёры
| Год  | Победитель   | Второй        | Третий         |
| ---- | ------------ | ------------- | -------------- |
| 1990 | Эрик Брекинк | Тони Ромингер | Федерико Эчаве |